# Gift ved første blik
Gift ved første blik er et dansk tv-program, som er blevet vist på DR3, og sidenhen på DR1. Programmet er et eksperiment der går ud på at matche singler med hinanden, som bliver gift ved deres første møde. Parrene bliver matchet ud fra deres baggrund, holdninger og livsindstillinger af et hold eksperter bestående af en præst, en antropolog og to psykologer.
Programmet er solgt til en række andre lande, heriblandt Australien, Tyskland, Frankrig, Belgien, Finland, Holland og USA.[kilde mangler]

## Sæsoner

### Sæson 1
Parrene, som blev gift i sæson 1, var:
- Mie og Simon
- Lykke og Jonas
- Mette og Martin

Sæsonen har 8 afsnit.

### Sæson 2
Parrene, som blev gift i sæson 2, var: 
- Katrine og Jakob
- Pia og Frank
- Jeanette og Lars
- Carina og Peter

Sæsonen havde 6 afsnit og blev set af over en million danskere.

### Sæson 3
Parrene, som blev gift i sæson 3, var:
- Lene og Poul
- Ane og Ulrik
- Line og Michael
- Randi og Niels

Sæsonen har 7 afsnit.

### Sæson 4
Parrene, som blev gift i sæson 4, var:
- Mette og Christian (Skilt efter fem uger)
- Pernille og Allan (Skilt efter fem uger)
- Birgitte og Martin (Skilt efter fem uger)
- Camilla og Nicolas (Forsat gift efter fem uger)

Sæsonen har 9 afsnit.

### Sæson 5
Parrene, som blev gift i sæson 5, var:
- Kathrine og Michael (Fortsat gift efter fem uger)
- Eva og Carsten (Skilt efter tre uger)
- Vanessa og Stefan (Fortsat gift efter fem uger)
- Cecilie og Ronnie (Skilt efter fem uger)

Sæsonen har 8 afsnit.

### Sæson 6
Parrene, som blev gift i sæson 6, var:
- Christina og Michael (Skat1 & Skat2)
- Luna og Anders
- Henriette og Claus
- Maja og Frederik
- Anja og Dennis

Sæsonen har 8 afsnit, og er den første sæson med hele 5 par.

### Sæson 7
Parrene, som blev gift i sæson 7, var:
- Pernille og Mic(Skilt efter fem uger)
- Mette og Morten (Fortsat gift efter fem uger)
- Jonna og Carsten (Skilt efter fem uger)
- Samantha og Daniel (Skilt efter fem uger)
- Christina og Michael (Fortsat gift efter fem uger)